# Książę i ja 4: W krainie słoni
Książę i ja 4: W krainie słoni (ang. Prince & Me: The Elephant Adventure) – amerykańska komedia romantyczna z 2010 roku w reżyserii Catherine Cyran. Kontynuacja filmów Książę i ja z 2004 roku, Książę i ja 2: Królewskie wesele z 2006 roku oraz Książę i ja 3: Królewski miesiąc miodowy z 2008 roku.

## Fabuła
W Sangyoonie zbliża się ślub księżniczki Myry. Na wesele przyjeżdżają Król Edward i Królowa Paige. Ta ostatnia spostrzega, że panna młoda wcale nie kocha swojego narzeczonego, natomiast kocha opiekuna słoni, Alu. Gdy wychodzi to na jaw, słoń znika w dżungli, a jego opiekun zostaje wtrącony do aresztu. Para królewska musi pomóc Myrze, w odzyskaniu miłości.

## Obsada
- Kam Heskin – Paige Morgan
- Jonathan Firth – Soren
- Chris Geere – Król Edward (Eddie)
- Selina Lo – Rayen
- Ase Wang – Myra
- Prinya Intachai – Kah

i inni